# پارک ملی نوکسیو
پارک ملی نوکسیو (فنلاندی: Nuuksion kansallispuisto, سوئدی: Noux nationalpark) یکی از ۴۱ پارک ملی فنلاند است. این پارک که در سال ۱۹۹۴ تأسیس شد، در منطقه ای از جنگل‌ها و دریاچه‌ها در اسپو، کیرکونومی و ویهتی گسترده شده‌است. در شمال غربی هلسینکی، این دومین پارک ملی نزدیک به پایتخت پس از پارک ملی سیپون‌کرپی است که اخیراً تأسیس شده‌است. این نام از ناحیه نوکسیو در اسپو گرفته شده‌است.

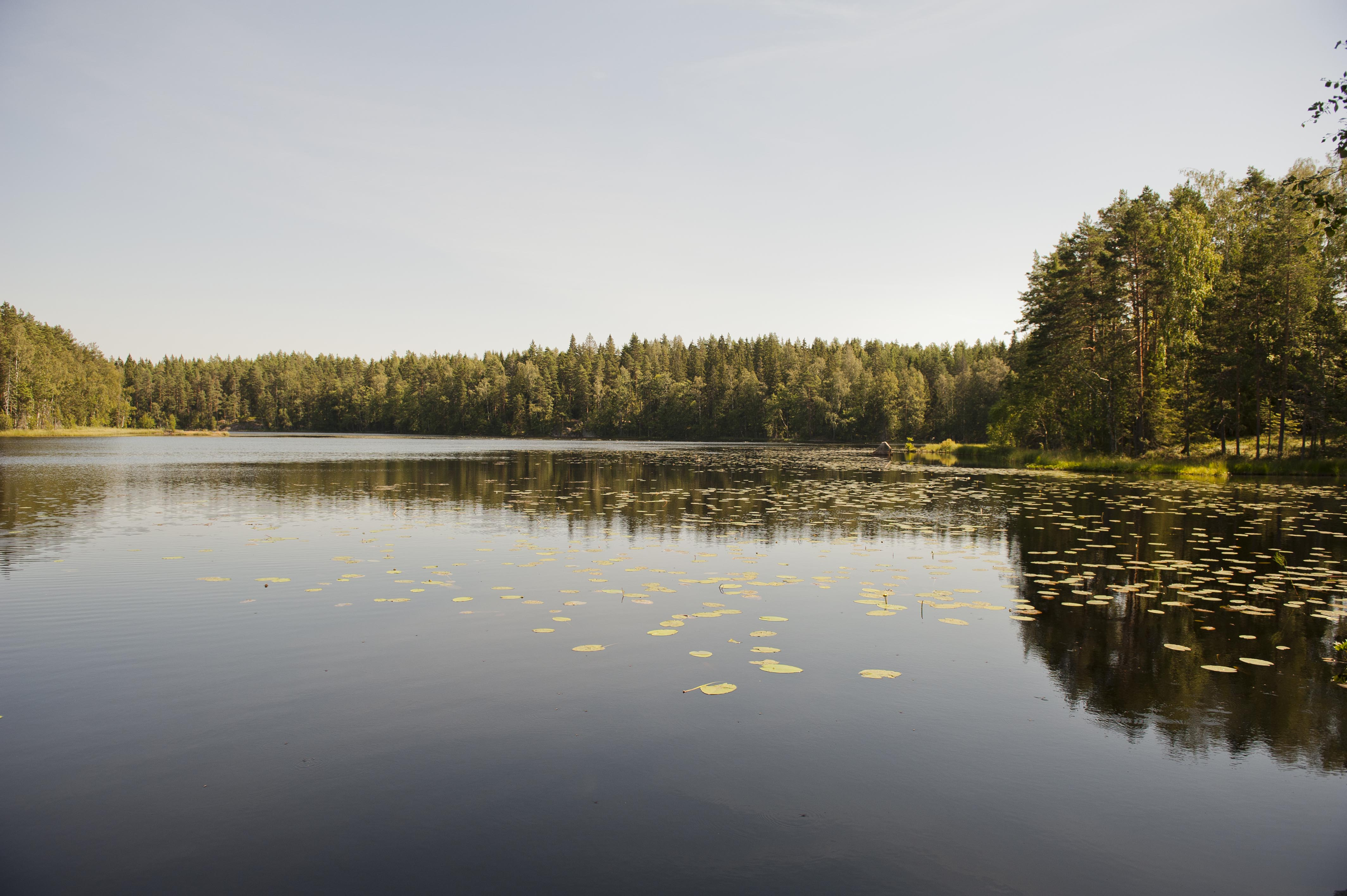
یکی از دریاچه‌های نوکسیو که توسط جنگل احاطه شده‌است.

این پارک در کمتر از ۳۰ کیلومتری مرکز شهر هلسینکی قرار دارد و به راحتی می‌توان با حمل و نقل عمومی به این پارک رسید. اتوبوس 245A در طول روز از اسپون کسکوس به سمت نوکسونپه و کاتیلا حرکت می‌کند.
در داخل پارک هشت مسیر مشخص شده برای پیاده‌روی وجود دارد. طول و سختی این مسیرها بین ۱٫۵ کیلومتر تا ۱۷ کیلومتر است. علاوه بر این، ۳۰ کیلومتر مسیرهای دوچرخه سواری و ۲۲ کیلومتر مسیرهای اسب سواری وجود دارد. نقاط تعیین شده برای کباب کردن، کمپینگ و اسکی در سراسر پارک پراکنده‌است.
سنجاب پرنده سیبریایی به دلیل تراکم بالای جمعیت در پارک، نماد پارک ملی است.
این پارک ملی غربی‌ترین قسمت ارتفاعات دریاچه نوکسیو را تشکیل می‌دهد. ده‌ها گونه جانوری، گیاهی و قارچی در حال انقراض یا تقریباً در معرض خطر هستند در این منطقه زندگی می‌کنند، سنجاب پرنده سیبری، شبگرد معمولی و چکاوک درختی برخی از این گونه‌ها هستند.